# 奧斯卡·桑布拉諾
奧斯卡·桑布拉諾（西班牙語：Óscar Zambrano，2004年04月20日—）是一位厄瓜多爾職業足球員，現效力英格蘭足球冠軍聯賽球隊侯城 (厄瓜多爾甲組足球聯賽球隊利加大學外借) 。